# Ezkimo
Ezkimo (* 3. Februar 1980 in Vantaa; † 21. Juni 2015 in Helsinki, bürgerlich: Mikko Mutenia) war ein finnischer Rapper. Er war ab 2011 unter dem Pseudonym Agentti SUMO aktiv.

## Leben
Ezkimo wuchs in Vantaa auf und zog später nach Helsinki. Dort verkehrte er in der lokalen Hip-Hop-Szene und brachte 1999 ein Demo sowie die Single Rokkia heraus. Bei einem Auftritt im Tavastia-Klub erregte er die Aufmerksamkeit des Major-Labels BMG Finland und das Label nahm ihn unter Vertrag. Erste Single wurde Salainen agentti 998. Er wurde außerdem Mitglied der Crew Rockin da North, die mehrere Chartplatzierungen in den finnischen Albencharts hervorbrachten.
2002 erschien das Debütalbum Iso E. Das Album brachte zwei Top-Ten-Hits hervor: Näin on und Entinen (mit Anna Kuoppamäki) und erhielt eine Goldene Schallplatte in Finnland. 2004 erschien sein zweites Album Vaa ämsee. Als Gastmusiker vertreten waren Guerra Norte sowie die US-amerikanische Band Tha Alkaholiks. Es war das letzte Album für BMG und konnte nicht an den Erfolg des Vorgängers anknüpfen.
Am 9. September 2009 erschien sein letztes Album Muteniaatikot über das Label Playground Music. Anschließend änderte Ezkimo seinen Künstlernamen in Agentti SUMO und veröffentlichte einige Musikvideos über YouTube. Ein Album unter dem neuen Künstlernamen war geplant. Dazu kam es jedoch nicht, da sich Ezkimo am 21. Juni 2015 im Alter von 35 Jahren in den Tod stürzte.

## Diskografie

### Alben
- 2002: Iso E (BMG Finland)
- 2004: Vaa Ämsee (BMG Finland)
- 2009: Muteniaatikot (Playground Music)

### Singles
- 1999: Rokkia (Eigenproduktion)
- 2000: Salainen agentti 998 (BMG Finland)
- 2002: Näin on (BMG Finland)
- 2002: Entinen (Mariah Remix) (BMG Finland)
- 2006: Tytöt moi (GBFam Records)
- 2009: Tottakai (Playground Music)

### Sonstige Veröffentlichungen
- 1999: Demo (MC, Eigenproduktion)

### Mit Rockin da North
- 2001: Rockin da Planet / My Crime Is Hip Hop (Single)
- 2001: Operaatio RDN / Salainen agentti 998 (Remix) / Third Rail (12’’-Maxi)
- 2002: RDN Allstars (Album)
- 2002: Kingsize (Single)
- 2002: Pelkkää viihdettä (Single)
- 2003: Star Warz (Album)
- 2003: One World / Star Warz (Single)
- 2003: Katujen ääni / Sun kanssa (Single)